# Gary Medel
Gary Alexis Medel Soto (n. 3 august 1987) este un fotbalist chilian care evoluează la Boca Juniors în Prima Divizie a Argentinei.

## Legături externe
- BDFutbol profile
- Gary Medel pe site-ul National-Football-Teams.com
- 2010 FIFA World Cup profile Arhivat în 12 noiembrie 2012, la Wayback Machine.
- Gary Medel pe site-ul FIFA (arhivat)